# 대한민국 형법 제137조
대한민국 형법 제137조는 위계에 의한 공무집행방해에 대한 형법각칙의 조문이다.

## 조문
제137조(위계에 의한 공무집행방해) 위계로써 공무원의 직무집행을 방해한 자는 5년 이하의 징역 또는 1천만원 이하의 벌금에 처한다.

第137條(僞計에 依한 公務執行妨害) 僞計로써 公務員의 職務執行을 妨害한 者는 5年 以下의 懲役 또는 1千萬원 이하의 罰金에 處한다.

## 판례
- 위계에 의한 공무집행방해죄(형법 제137조)에 있어서 구체적인 공무집행을 저지하거나 현실적으로 곤란하게 하는 데까지는 이르지 아니하고 미수에 그친 경우, 위계에 의한 공무집행방해죄로 처벌할 수는 없다.[1]
- 위계에 의한 공무집행방해죄에 있어서의 위계라 함은 행위자의 행위목적을 이루기 위하여 상대방에 오인, 착각, 부지를 일으키게 하여 그 오인, 착각, 부지를 이용하는 것을 말하고, 상대방이 이에 따라 그릇된 행위나 처분을 하였다면 이 죄가 성립한다[2]

### 성립하지 않는 경우
- 수사기관에 대하여 피의자가 허위자백을 한 경우[3]
- 피의자나 참고인이 아닌 자가 피의자를 가장하여 수사기관에 대하여 허위사실을 진술한 경우[4]
- 민사소송을 제기하면서 피고의 주소를 허위기재하여 소송서류를 허위주소로 송달케 한 경우
- 수용자가 아닌 사람이 위와 같은 금지물품을 교정시설 내로 반입하였다면 교도관의 검사·단속을 피하여 단순히 금지규정을 위반하는 행위를 한 것일 뿐 이로써 위계에 의한 공무집행방해죄가 성립한다고 할 수는 없다.[5]
- 연구실적심사의 기준을 강화하자고 제안한 것은 해당 학과의 전임교원 임용목적에 부합하는 것으로서 공정한 경우에 해당하므로, 설사 학과장의 행위가 결과적으로는 지원자에게 유리한 결과가 되었다 하더라도 형법 제137조에서 말하는 ‘위계’에 해당하지 않는다[6]

## 같이 보기
- 위계에 의한 공무집행방해죄